# Кряжевинский сельсовет
Кряже́винский сельсове́т — упразднённые сельское поселение и административно-территориальная единица в Лиманском районе Астраханской области Российской Федерации.
Административный центр — село Кряжевое.

## История

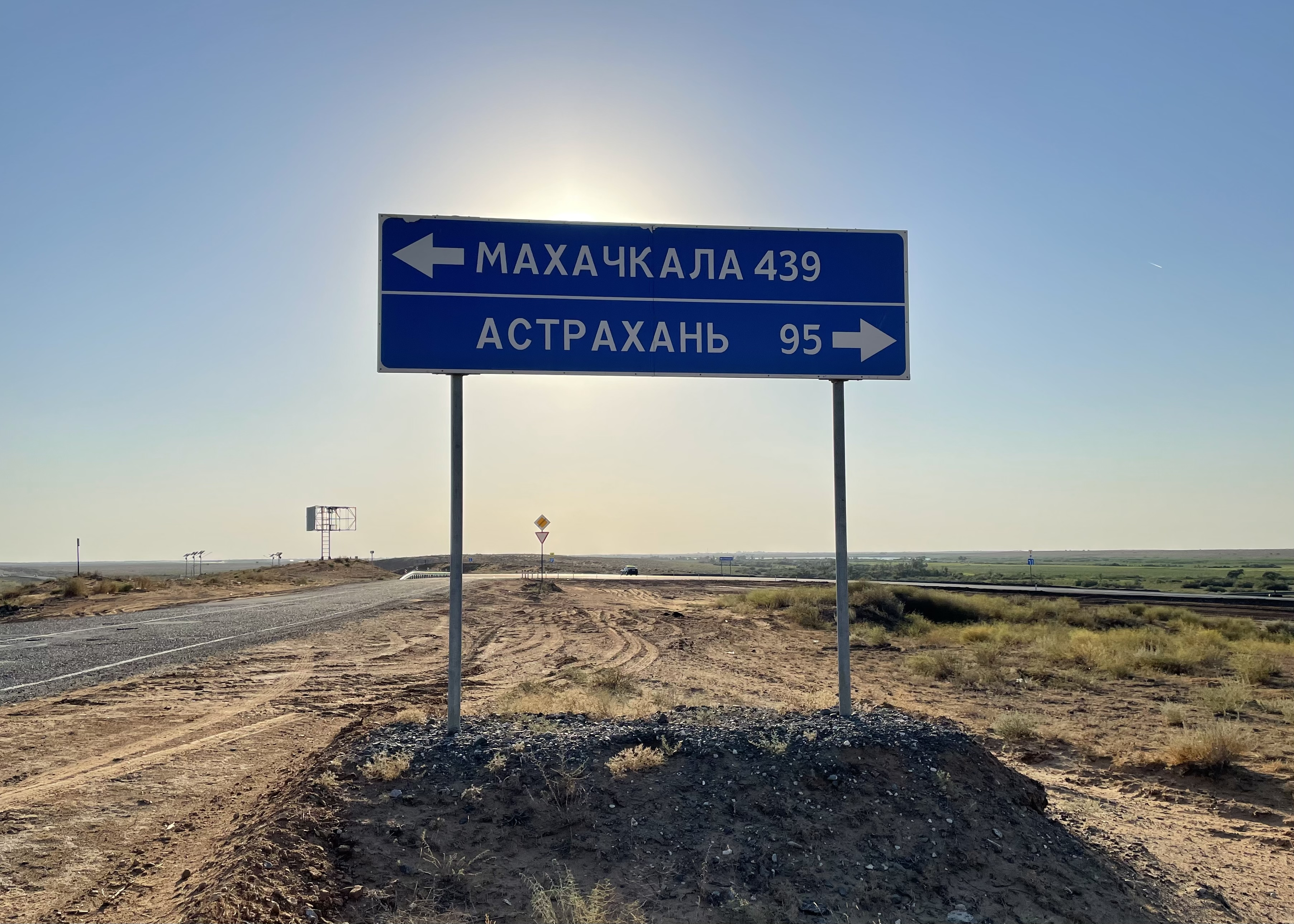
Указатель на пересечении Р215 и дороги на Кряжевое

6 августа 2004 года в соответствии с Законом Астраханской области № 43/2004-ОЗ сельсовет наделен статусом сельского поселения.
Законом Астраханской области от 25 мая 2017 года № 23/2017-ОЗ были преобразованы, путём их объединения, муниципальные образования и административно-территориальные единицы «Бирючекосинский сельсовет», «Бударинский сельсовет», «Камышовский сельсовет», «Караванненский сельсовет», «Кряжевинский сельсовет», «Рабочий посёлок Лиман», «Михайловский сельсовет», «Новогеоргиевский сельсовет», «Проточенский сельсовет» и «Рынковский сельсовет» в городское поселение «Рабочий посёлок Лиман» с административным центром в рабочем посёлке Лиман.

## Население
| 2010 | 2012 | 2013 | 2014 | 2015 | 2016 | 2017 |
| ---- | ---- | ---- | ---- | ---- | ---- | ---- |
| 942  | ↘923 | ↘921 | ↘909 | ↗910 | ↘897 | ↘867 |

## Состав сельского поселения
В состав сельского поселения входило 2 населённых пункта:
| № | Населённый пункт | Тип населённого пункта       | Население |
| - | ---------------- | ---------------------------- | --------- |
| 1 | Кряжевое         | село, административный центр | ↘658      |
| 2 | Судачье          | село                         | ↘284      |